# Озеровский, Алексей Трифонович
Алексей Трифонович Озеровский (1839—?) — русский военный деятель, генерал от инфантерии (1908).

## Биография
Образование получил в Екатеринославской дворянской гимназии. В службу вступил в 1856 году. В 1858 году  произведён в прапорщики. В 1862 году произведён в подпоручики. Участник подавления Польского мятежа. В 1864 году произведён в поручики. В 1866 году произведён в штабс-капитаны. С 1867 года назначен старшим адъютантом штаба местных войск Петербургского военного округа.
В 1869 году  произведён в капитаны. В 1872 году произведён в майоры с назначением командиром отделения Вержболовской пограничной бригады. С 1874 года назначен состоять при Департаменте таможенных сборов. В 1876 году произведён в подполковники с назначением помощником инспектора Пограничной стражи.
В 1879 году произведён в полковники.
С 1886 года назначен старшим помощником инспектора Пограничной стражи. В 1889 году произведён в генерал-майоры. С 1893 года назначен помощником командира ОКПС. В 1898 году произведён в генерал-лейтенанты с назначением начальником 1-го округа  Пограничной стражи. С 1901 года назначен помощником командира Отдельного корпуса пограничной стражи. В 1908 году произведён в генералы от инфантерии.
Жена: София Петровна Озеровская (1832 — 17.01.1918)

## Награды
Награды
- Орден Святого Владимира 4-й степени (1881)
- Орден Святого Владимира 3-й степени (1883)
- Орден Святого Станислава 1-й степени  (1892)
- Орден Святой Анны 1-й степени (1896)
- Орден Святого Владимира 2-й степени  (1900)
- Орден Белого орла  (1903)
- Орден Святого Александра Невского  (ВП 06.05.1906)